# Watervalbos
Het Watervalbos is een natuurgebied in de Belgische gemeente Bilzen. Het 11,4943 ha grote gebied is sinds 2006 eigendom van Limburgs Landschap vzw en wordt ook door hen beheerd. Het gebied is volledig omsloten door landbouwgebieden en situeert zich tussen de N2 en de E313 nabij de grens tussen Hoeselt en Bilzen.